# Dámský krejčí
Dámský krejčí (1886, Tailleur pour dames) je divadelní hra ve vaudevillovém stylu respektive fraška od francouzského dramatika Georgese Feydeaua. Jde o první slavnou autorovu hru.

## Vznik hry
Feyedau napsal tuto hru v období mezi 12. listopadem 1883 a koncem roku 1884, kdy byl vykonával vojenskou službu, nejprve v Rouenu a později ve Versailles. Hned po návratu do civilu se stal zaměstnancem Théâtre de la Renaissance. V divadle však dlouho nezůstal a v roce 1886 odtud odešel. Premiéra hry se sice odehrála právě v tomto divadle, ale až po jeho odchodu.
Dámský krejčí měl být revolucí na divadelních prknech. Feydeau se totiž rozhodl, že ve všech mužských i ženských rolích budou vystupovat jen muži. Hra je pro to uzpůsobena. Byla napsána v době autorovy vojenské služby a již Versailles  Feyedau její části zkoušel s ostatními vojáky. Jednalo se o určité vymezení proti současnému trendu, který zaplavoval celý divadelní svět realistickým a naturalistickým pojetím. Feydeau toužil po návratu do dob, kdy všechny role v divadle hráli jen muži, což považoval za zlatý věk divadla (antické Řecko a alžbětinské divadlo). Věřil také, že divadelní zkoušky jen s muži budou poklidnější, koncentrovanější, bez hádek a bez  milostných vztahů. Přes rozpaky v divadelním souboru ředitelství k experimentu svolilo.
Zkoušky, ze začátku neobvykle poklidné a velmi tvůrčí, však byly neustále narušovány a zdržovány skandáluchtivými potížisty a závistníky. Tlaky a intriky nakonec donutily ředitele divadla stáhnout původní autorovo obsazení a nahradit jej vlastním. Feydau to bral jako zradu a z divadla proto okamžitě odešel a již se do něj nikdy nevrátil. Premiéra hry se tak uskutečnila o několik měsíců později již bez jeho přítomnosti.

## Obsah hry
Hra je rozverným příběhem, ve kterém se hlavní postava, neuvěřitelný lhář doktor Moulineaux, snaží s neobyčejnou invencí skrýt své četné nevěry před svou důvěřivou manželkou a podezíravou tchyní. Aby svá milostná dobrodružství co nejvíce utajil, pronajme si pro schůzky bývalou krejčovskou dílnu. Okolnosti ho ale přinutí předstírat, že je dámským krejčím.

## Filmové a televizní adaptace
- In Fashion (1974), americký televizní film, režie Neil Smith, muzikál.
- Tailleur pour dames 1987), francouzský televizní film, režie Yannick Andréi.
- Tailleur pour dames 2008), francouzský televizní film, režie Bernard Murat.
- Dámský krejčí (2012), televizní záznam divadelního představení Činoherního klubu v Praze, režie Martin Čičvák a Jan Brichcín, v hlavních rolích  Ondřej Sokol, Radek Holub, Jaromír Dulava, Mahulena Bočanová a Barbora Seidlová.

## České překlady
- Dámský krejčí, přeložil Michal Lázňovský.[2]